# Saint-Merd-les-Oussines
Saint-Merd-les-Oussines är en kommun i departementet Corrèze i regionen Nouvelle-Aquitaine i de centrala delarna av Frankrike. Kommunen ligger  i kantonen Bugeat som tillhör arrondissementet Ussel. År 2022 hade Saint-Merd-les-Oussines 109 invånare.

## Befolkningsutveckling
Antalet invånare i kommunen Saint-Merd-les-Oussines
Referens:INSEE